# Sturačník

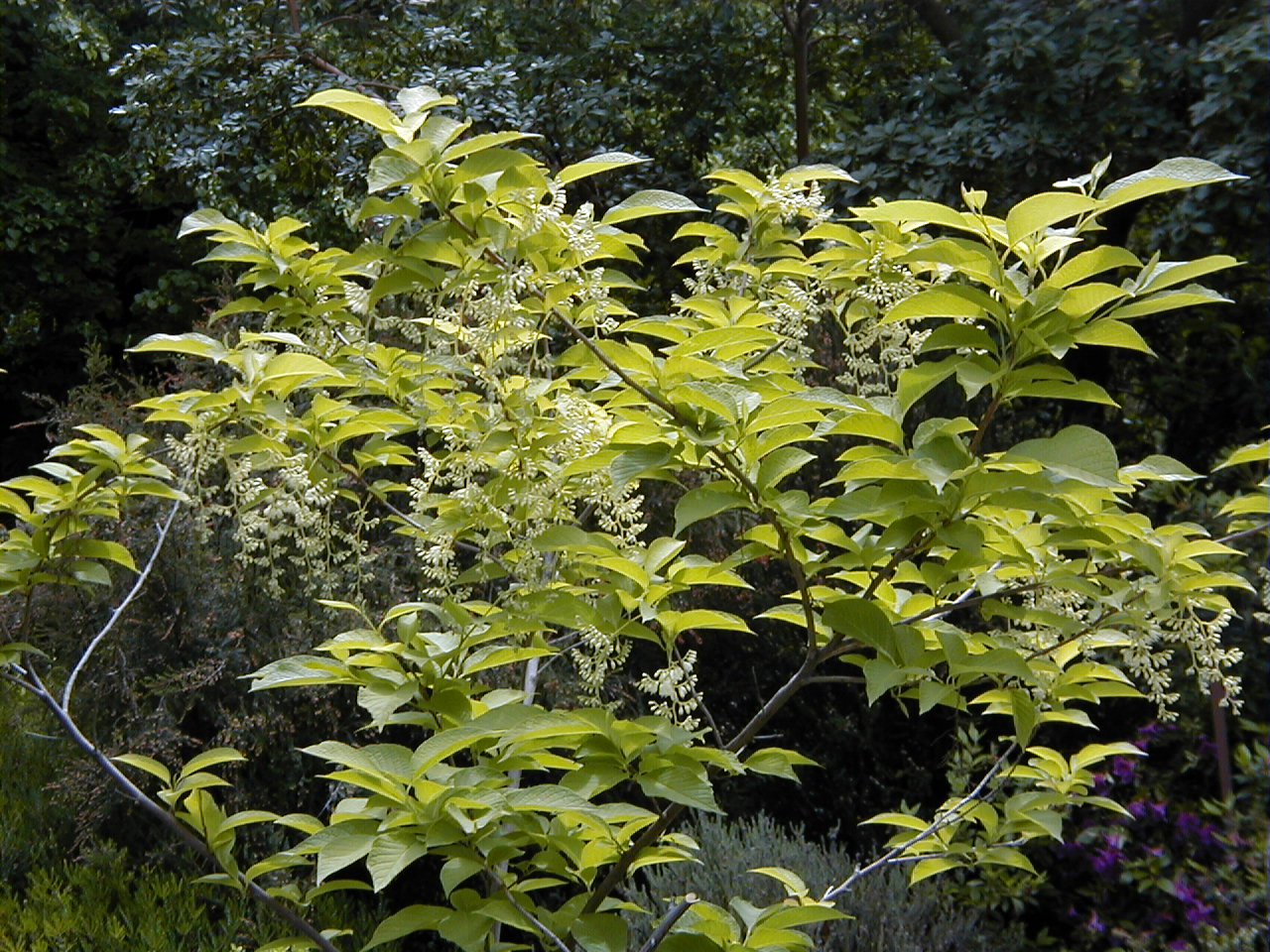
Sturačník chlupatý

Sturačník (Pterostyrax) je rod rostlin z čeledi sturačovité (Styracaceae). Jsou to opadavé keře nebo stromy s jednoduchými střídavými listy a bílými, pětičetnými květy v převislých květenstvích. Plodem je žebernatá nebo křídlatá peckovice. Rod zahrnuje 4 druhy a je rozšířen výhradně v Asii. Sturačník chlupatý a sturačník vrcholičnatý jsou občas pěstovány jako okrasné dřeviny.

## Popis
Sturačníky jsou opadavé stromy nebo keře, dorůstající výšky až 15 metrů. Odění je tvořeno hvězdovitými chlupy. Zimní pupeny mají při bázi 2 šupiny. Dřeň větévek je plná.
Listy jsou poměrně velké, jednoduché, střídavé, bez palistů, na okraji pilovité.
Květenství jsou bohaté, jednostranné, převislé latovité hrozny, tvořené až 70 květy.
Květy jsou bílé, pravidelné, oboupohlavné. Kališní trubka je zvonkovitá až úzce kuželovitá, pětižeberná, přirostlá k semeníku a zakončená 5 laloky. Koruna je pětičetná, na bázi krátce srostlá. Tyčinek je 10 v jednom kruhu, vyčnívají z květů a mají zploštělé nitky, které jsou na bázi srostlé do kruhu. Tyčinky mohou být buď všechny zhruba stejně dlouhé, nebo je 5 kratších a 5 delších. Semeník je spodní nebo téměř spodní, obsahuje 3 až 5 komůrek a nese šídlovitou, dlouhou čnělku zakončenou hlavatou nebo nevýrazně trojlaločnou bliznou. V každém plodolistu jsou 4 vajíčka.
Plodem je žebernatá až křídlatá, suchá, krátce stopkatá peckovice, krytá vytrvalým kalichem a nesoucí na vrcholu zoban vzniklý z vytrvalé čnělky. Plod obsahuje 1 nebo 2 dužnatá semena s tenkým endospermem.

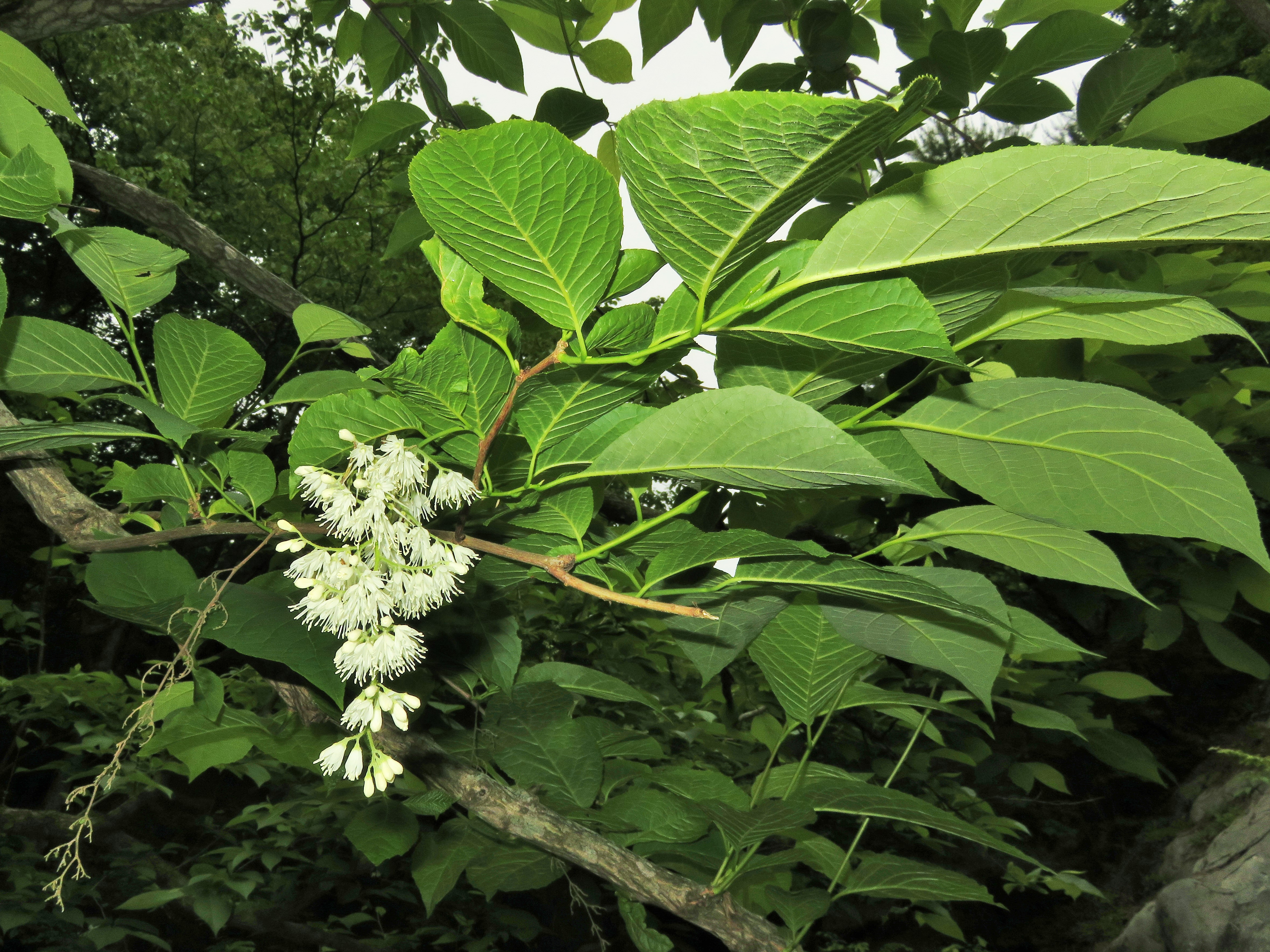
Sturačník chlupatý v květu
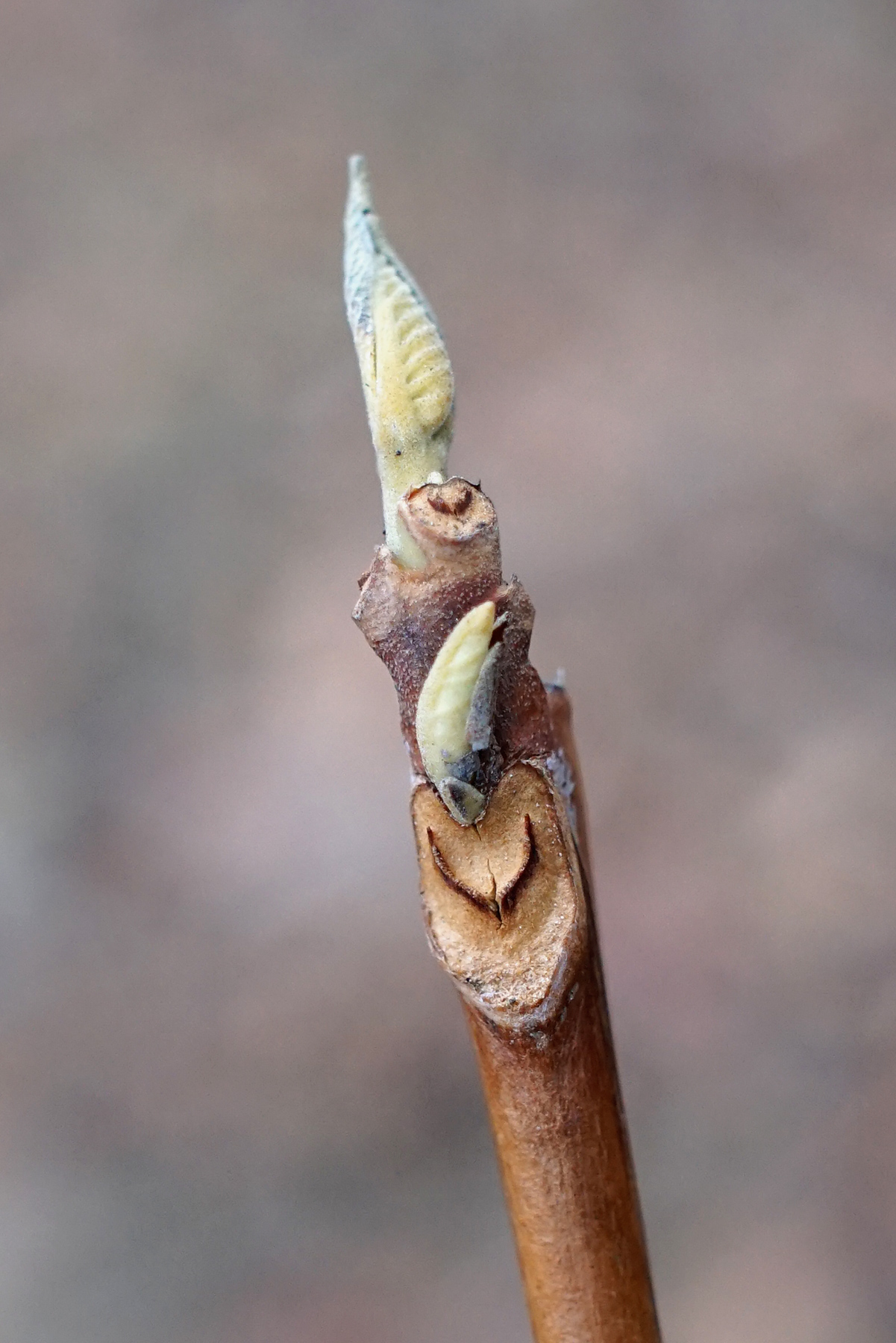
Zimní větévka sturačníku chlupatého
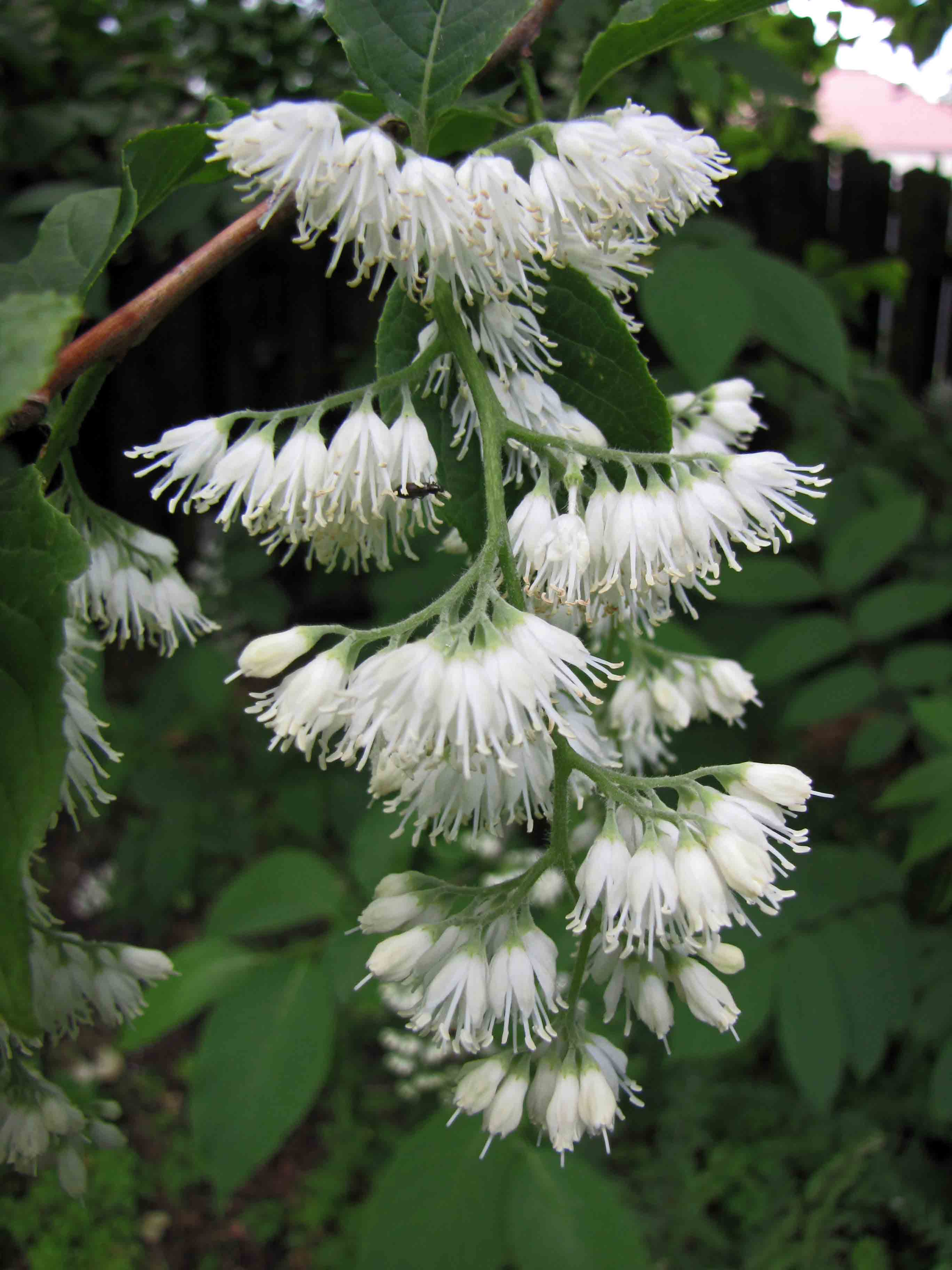
Květenství sturačníku chlupatého
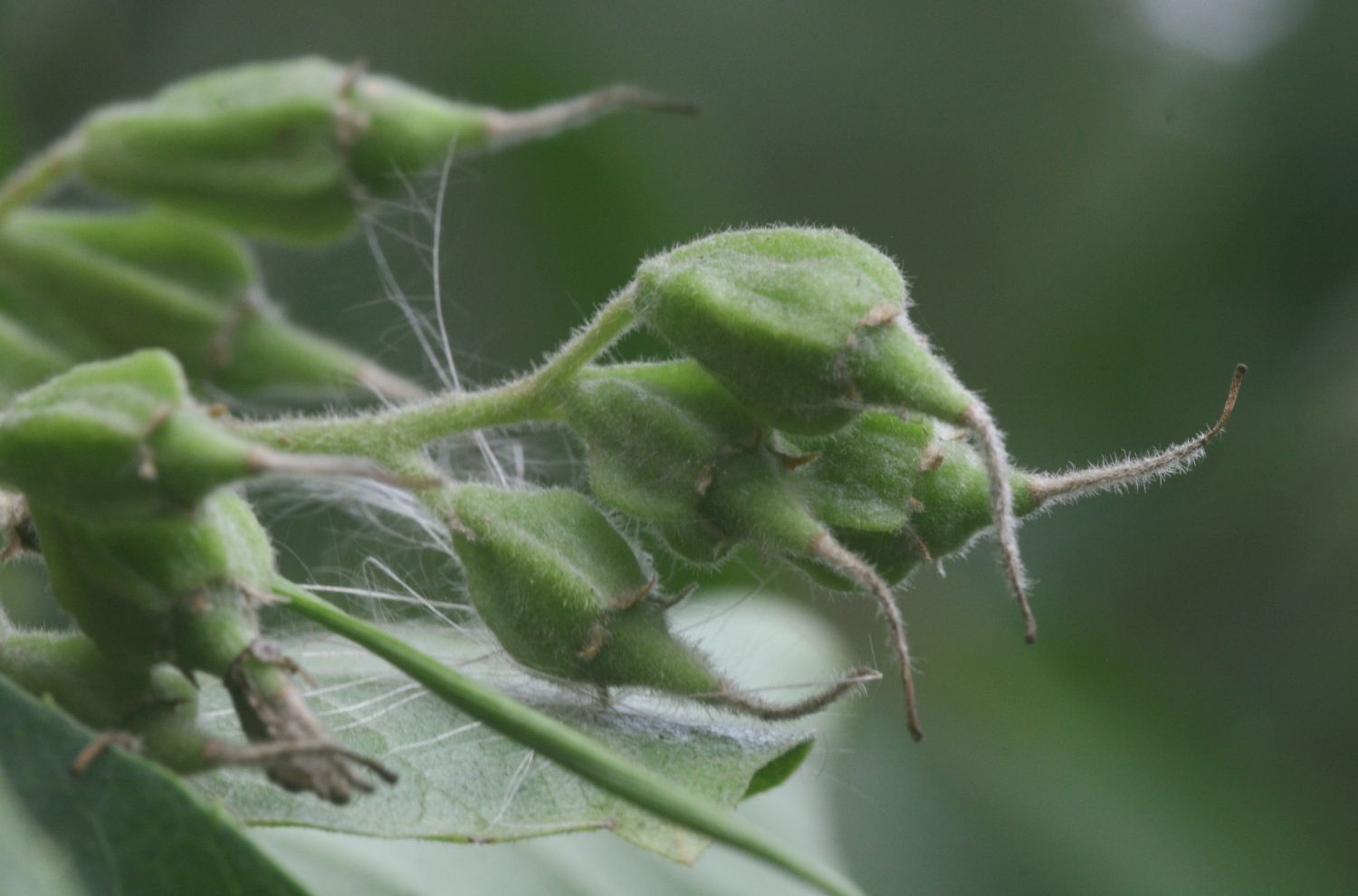
Nedozrálé plody sturačníku vrcholičnatého

## Rozšíření
Rod sturačník zahrnuje 4 druhy a je rozšířen výhradně v Asii. Sturačník vrcholičnatý roste v Japonsku a jihovýchodní Číně, sturačník chlupatý je endemit Japonska. Druh Pterostyrax burmanicus je rozšířen v Myanmaru a Bangladéši, Pterostyrax psilophyllus ve středojižní Číně.
Sturačníky rostou v horských lesích v nadmořských výškách od 400 do 2500 metrů.

## Opylování
Vonné květy sturačníků jsou podobně jako u jiných sturačovitých opylovány hmyzem, zejména včelami.

## Taxonomie
Nejblíže příbuznou skupinou je dle výsledků fylogenetických studií rod Parastyrax (2 druhy v Číně a Myanmaru) a Melliodendron (1 druh v Číně).

## Zástupci
- sturačník chlupatý (Pterostyrax hispidus)
- sturačník vrcholičnatý (Pterostyrax corymbosus)

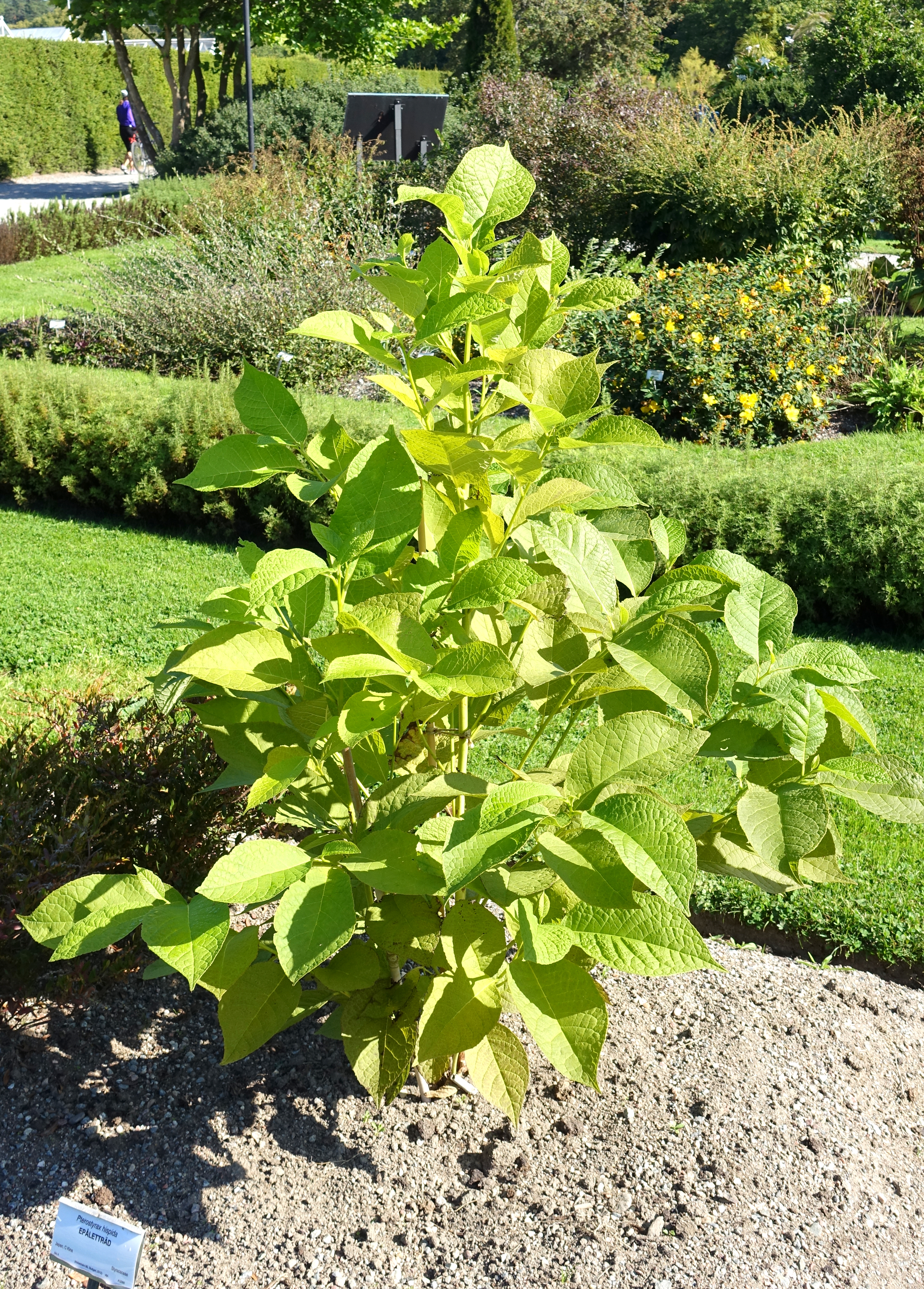
Mladý sturačník chlupatý

## Význam a pěstování
Sturačníky jsou celkem zřídka pěstovány jako okrasné dřeviny. Zvlášť nápadný vzhled má stromovitý sturačník chlupatý, který v květnu až červnu nese až 20 cm dlouhá latovitá květenství. Roste poměrně rychle a hodí se k výsadbě na chráněná, slunná až polostinná stanoviště. Vyžaduje hlubokou, humózní, nepříliš těžkou a vlhkou, neutrální nebo kyselou půdu. Nejlépe vynikne jako solitéra. Sturačník vrcholičnatý je keřovitého vzrůstu a má celkově menší vzrůst, listy i květenství. Prospívá jen v nejteplejších polohách. Řidčeji je vysazován čínský Pterostyrax psilophyllus. Všechny uvedené druhy lze najít ve sbírkách Dendrologické zahrady v Průhonicích.
Sturačníky se množí buď podzimním či jarním výsevem semen, nebo měkkými až polovyzrálými řízky, odebíranými v létě.